# 挺足龍屬
挺足龍屬（學名：Erectopus）是異特龍超科恐龍的一屬，生存於下白堊紀的法國。挺足龍的化石材料是在19世紀晚期被發現於法國東部默茲省的一處地層，這個帶有磷酸鹽地層的年代為阿尔布阶，這個地層也同時發現了蛇頸龍類、魚龍類及鱷魚的化石。

## 化石及命名
挺足龍的化石材料，原先是Louis Pierson的私人收藏，並在1875年由Charles Barrois進行首次敘述，研究其中的兩顆牙齒與一節脊椎。在1882年，索瓦士（H. E. Sauvage）研究更完整的化石，並命名為斑龍屬的一個種，Megalosaurus superbus。在1923年，休尼（Friedrich von Huene）重新研究這些化石，並質疑其是否屬於斑龍。休尼將牠們建立為新屬，挺足龍（Erectopus superbus）。屬名是由拉丁文的「直立的」（erectus）與古希臘文的「腳」（pous）所構成，是根據牠的腳部結構而來；種名在拉丁文意為「驕傲的」。
在1932年，休尼提出Barrois、索瓦士研究的標本不是來自於相同物種。休尼推論索瓦士將Barrois研究的標本選定為正模標本，於是休尼將其他標本建立為新種，薩氏挺足龍（E. sauvagei）。休尼一度提出「E. superbus」不是有效種。
後來，這套化石在Louis Pierson死去後就失散了，而正模標本更被認為是遺失了。不過一些骨頭的鑄型就存放在巴黎的國家自然歷史博物館，而由索瓦士在1882年研究的左上頜骨前段，則在20世紀晚期由法國國家自然歷史博物館的工作人員尋回、購買。這些化石材料足夠就挺足龍作重新評估，Ronan Allain在2005年重新研究這些化石，並確定其有效正確學名是「E. superbus」。由於無法確定索瓦士是否曾選定正模標本，被尋回的上頜骨被編定為選模標本，而鑄型則成為塑模標本。塑模標本包括了部份右手掌、左股骨、左跟骨、右脛骨的近端與末端、以及右第二蹠骨。

## 分類
在2005年，Allain根據脛骨末端形態、以及距骨形態，將挺足龍分類在肉食龍下目的異特龍超科中。在歐洲的下白堊紀地層中，挺足龍是生存年代第三年輕的肉食龍下目，其他兩者分別是發現於法國南部Montmirat鎮的獸腳亞目恐龍（凡藍今階），及懷特島的新獵龍（巴列姆階）。

## 鑑定特徵
在2005年，Allain鑑定挺足龍有以下特徵：上頜骨的前端圓形、股骨頸修長、跟骨前背緣向背側突出、跟骨的長度為高度的兩倍、脛骨跟距骨連接面有後內側突、第二蹠骨的長度相當於股骨的一半、第二蹠骨的近內側後緣彎曲。Allain估計挺足龍的體重約200公斤。